# مایک گرین (بازیکن فوتبال، زادهمه ۱۹۸۹)
مایک گرین (انگلیسی: Mike Green؛ زادهٔ ۱۲ مهٔ ۱۹۸۹) بازیکن فوتبال اهل بریتانیا است.
از باشگاه‌هایی که در آن بازی کرده‌است می‌توان به باشگاه فوتبال ایستلی، باشگاه فوتبال توتون، و باشگاه فوتبال پورت ویل اشاره کرد.